# 1334

## Události
- leden – český král Jan Lucemburský jmenoval svého syna Karla moravským markrabětem.
- 18. července – biskup z Florencie požehnal základní kámen pokládaný pro novou campanilu (zvonice) florentské katedrály. Věž byla navržena umělcem Giottem di Bondone.
- 20. prosince – na papežský stolec nastoupil Benedikt XII.
- První zaznamenaný případ propuknutí epidemie moru v čínské provincii Hubei.

## Narození
- 4. ledna – Amadeus VI. Savojský, savojský hrabě († 1383)
- 25. května – Sukō, japonský císař († 1398)
- 30. srpna – Petr I., král Kastilie, Leónu a Galicie († 23. března 1369)
- ? – Fadrique Kastilský, mistr řádu Svatojakubských rytířů († 1358)
- ? – Hayam Wuruk, jávanský vládce († 1389)
- ? – Jakub I., kyperský král († 1398)
- ? – Marie z Padilla, metresa kastilského krále Petra I. († červenec 1361)
- ? – Jang Ťi, čínský básník, esejista a malíř († 1383)

## Úmrtí
- 17. ledna – Jan Bretaňský, hrabě z Richmondu (* asi 1266)
- červenec – Jakub Aragonský, syn aragonského krále Jakuba II. (* 29. září 1296)
- 19. srpna – Jan Aragonský, syn aragonského krále Jakuba II., arcibiskup a kazatel (* 1301)
- 4. prosince – Jan XXII., papež (* 1249)
- ? – Safi-ad-din Ardabili, perský šejk a duchovní (* 1251)
- ? – Sergius II. da Pola, benátský šlechtic a admirál (* ?)

## Hlava státu
- České království – Jan Lucemburský
- Moravské markrabství – Karel IV.
- Svatá říše římská – Ludvík IV. Bavor
- Papež – Jan XXII. – Benedikt XII.
- Švédské království – Magnus II. Eriksson
- Norské království – Magnus VII. Eriksson
- Dánské království – bezvládí
- Anglické království – Eduard III.
- Francouzské království – Filip VI. Francouzský
- Aragonské království – Alfons IV. Dobrý
- Kastilské království – Alfons XI. Spravedlivý
- Portugalské království – Alfons IV. Statečný
- Polské království – Kazimír III. Veliký
- Uherské království – Karel I. Robert
- Byzantská říše – Andronikos III. Palaiologos